# 小花山柰
小花山柰（學名：Kaempferia parviflora）是一種薑科山柰属的熱帶植物。其种加词“parviflora”意为“小花的”。分布于东南亚，原產于泰國，是一種薑科山柰屬草本植物。（在泰國）也被稱為泰國黑薑、泰國黑姜、泰國人參等。
小花山柰在泰國傳統醫藥中，常被加入意在提高男性性能力的配方，同時也被作為男性的體力補充劑使用。
小花山柰是个近年受到的科学兴趣日益增加的主题。 在2016年的系统评价中，对683项记录和7项研究进行了分析，提到其显着增加了手握力，并增强人对性色情刺激的反应。
早期的一项研究发现，急性给药对人体的冲刺和耐力运动没有影响，但研究也显示其慢性影响并不能排除。